# New Holland T8.420
New Holland T8.420 Auto Command – ciągnik rolniczy marki New Holland Agriculture. Jest największym pod względem mocy (308 kW, 419 KM) ciągnikiem z bezstopniową skrzynią biegów na świecie. 

## Parametry techniczne
Pojazd przeznaczony jest do gospodarstw wielkoobszarowych oraz do pracy z przednim układem zawieszenia narzędzi. Zastosowano w nim skrzynię biegów Auto Command. Przednia oś posiada zawieszenie Terraglide. Pozostałe parametry:
- układ jezdny – 4WD,
- cylindry – 6 szt.,
- znamionowa moc silnika z EPM – 270 kW (367 KM),
- maksymalna moc silnika z EPM – 308 kW (419 KM),
- maksymalny moment obrotowy przy 1550 obr./minutę – 1806 Nm,
- w stosunku do innych modeli serii T8 rozstaw osi tylnej zwiększono o 100 mm do 3550 mm,
- standardowe natężenie przepływu układu hydraulicznego WOM – 161 l/s (regulacja przepływu dokonywana jest za pomocą ekranu dotykowego monitora IntelliView),
- pełny udźwig podnośnika – 5810 kg[1].

## Nagroda
Ciągnik uzyskał tytuł Maszyny Rolniczej Roku 2015 w kategorii maszyny z importu w konkursie Instytutu Technologiczno-Przyrodniczego w Falentach.